# Distretto di Vasvár
Il distretto di Vasvár (in ungherese Vasvári járás) è un distretto dell'Ungheria, situato nella provincia di Vas.